# Чернуха (городской округ Семёновский)
Черну́ха — бывшая деревня в городском округе Семёновский. Входит в состав Медведевского сельсовета.

## Описание.
Расположена в 1 км от административного центра сельсовета — деревни Медведево и 55 км от областного центра — Нижнего Новгорода.Южнее расположены 2 старых кладбища.
| 2002 | 2010 |
| ---- | ---- |
| 0    | →0   |

## История
В конце XVIII века на берегу речки Чернушки появился Чернухинский скит беглопоповского согласия. С годами он вырос, и стал занимать оба берега реки. Жители занимались охотой, земледелием, ложкарным производством Скит разорялся 3 раза, в 1720 году — Питиримово разорение, в 1853 году — Мельниково разорение, и в 1930 году — Советское разорение. Старообрядцы до конца своих дней жили без радио и электричества. В 2004 году деревню покинула последняя жительница. В 2005 году оставалось 2 дома, один из которых был продан и увезен. 

## География
Деревня расположена на левом берегу реки Чернушки.